# Spoorlijn Maribo - Bandholm Havn
De spoorlijn Maribo - Bandholm Havn (Deens: Bandholmbanen) is een lokale spoorlijn op het eiland Lolland in Denemarken.

## Geschiedenis
Om Maribo te kunnen ontsluiten via de zee werden er reeds in 1861 plannen gemaakt voor een paardentram naar Bandholm. In plaats daarvan werd een echte spoorlijn aangelegd door de Maribo Bandholm Jernbane (MBJ) die op 2 november 1869 opende voor zowel goederenvervoer als reizigers. In Maribo werd een tijdelijk station gerealiseerd. Na de bouw van de spoorlijn Nykøbing Falster - Nakskov door de Lollandsbanen (LJ) kreeg de MBJ toegang tot het station van de LJ. Door de bijna loodrechte oriëntatie van de twee spoorlijn ten opzichte van elkaar moesten de treinen van de MBJ eerst kopmaken alvorens het station van Maribo bereikt kon worden. Deze situatie bestaat heden nog steeds, zij het dat de aansluiting nu aan de oostkant van station Maribo ligt.
Na de Tweede Wereldoorlog ging het economisch bergafwaarts met de spoorlijn en werd het personenvervoer stilgelegd in 1952, wel werden er nog geruime tijd goederen vervoerd. In 1954 werd de MBJ ontbonden en werd het beheer overgedragen aan de LJ. In 1961 werd de Museumsbanen Maribo-Bandholm opgericht die vanaf 1962 toestemming kreeg voor het uitvoeren van museumritten op zondagen.

## Huidige toestand
Thans is de lijn in gebruik als museumlijn door de Museumsbanen Maribo-Bandholm, die op dinsdagen, donderdagen en zondagen toeristische ritten uitvoert.